# Félix Wittouck
Felix François Antoine Wittouck (Sint-Pieters-Leeuw, 22 september 1849 - aldaar, 9 mei 1916) was een Belgisch industrieel en politicus. 

## Biografie
Hij was een lid van de Brabantse familie Wittouck. Hij was een zoon van Félix-Guillaume Wittouck (1812-1898) en Elise Boucquéau. Hij was een neef van Ernest Boucquéau, industrieel en volksvertegenwoordiger. Met zijn broers Frantz en Paul stichtte hij de Suikerraffinaderij van Wanze.
In 1874 nam hij een suikerfabriek over in Princenhage (Nederland) en samengevoegd met de suikerfabriek De Zeeland in Bergen op zoom opgericht in 1863 door zijn vader onder de naam SA Sucreries de Breda et Berg-op-Zoom. Hij was ook stille vennoot in de suikerfabrieken van Tienen, die hoofdzakelijk eigendom waren van zijn broer Frantz.
Hij werd burgemeester van Sint-Pieters-Leeuw en bewoonde het kasteel van zijn familie in Klein-Bijgaarden, waar hij in 1916 door de Duitse bezettingstroepen als gijzelaar werd gefusilleerd. Op het vroegere gemeentehuis is een gedenkplaat aangebracht met een portretreliëf en de vermelding: "Ter nagedachtenis van den heer burgemeester Felix Wittouck, officier der Leopoldsorde, 1886-1916. Hy zocht het welvaren van zyn volk". Sint-Pieters-Leeuw heeft een Felix Wittouckstraat.